# Distretto di Souk Naamane
Il distretto di Souk Naamane è un distretto della provincia di Oum el Bouaghi, in Algeria, con capoluogo Souk Naamane.

## Comuni
Sono comuni del distretto:
- Souk Naamane
- Bir Chouhada
- Ouled Zouaï